# Hexythiazox
Hexythiazox ist ein Gemisch von vier stereoisomeren chemischen Verbindungen aus der Gruppe der Thiazolidine und Carboxamide.

## Gewinnung und Darstellung
Hexythiazox kann durch Umsetzung von  2-Amino-1-mercapto-1-(4-chlorphenyl)-propan mit Phosgen und anschließende Reaktion des so gebildeten trans-4-Methyl-5-(4-chlorphenyl)-2-thiazolidinons mit Cyclohexylisocyanat gewonnen werden.

## Eigenschaften
Hexythiazox ist ein weißer Feststoff, der praktisch unlöslich in Wasser ist. Er zersetzt sich ab einer Temperatur von 300 °C.

## Verwendung
Hexythiazox wird als Akarizid bei einer Reihe von Obst, Wein, Hopfen und Zierpflanzensorten wie zum Beispiel Zitronen und Orangen verwendet. Es wurde in den USA 1989 erstmals zugelassen. In der Bundesrepublik Deutschland ist es seit 1990, in der DDR war es zwischen 1988 und 1994 zugelassen. Es wirkt gegen Eier, Larven und Nymphen, aber nicht gegen ausgewachsene Tiere, wobei die lange Wirkungszeit der Verbindung auffällt. Hexythiazox darf nicht als Ersatz von Clofentezin eingesetzt werden, da eine Kreuzresistenz besteht.

## Zulassung
Seit Juni 2011 kann in der Europäischen Union die Verwendung von Hexythiazox als akarizider Wirkstoff in Pflanzenschutzmitteln zugelassen werden.
In Deutschland, Österreich und der Schweiz sind Pflanzenschutzmittel mit diesem Wirkstoff zugelassen.